# Robert Esmie
Robert Esmie (* 5. Juli 1972 in Jamaika) ist ein kanadischer Leichtathlet und Gewinner der Goldmedaille mit der 4-mal-100-Meter-Staffel bei den Olympischen Spielen 1996 in Atlanta, USA.
Der in Jamaika geborene und in Greater Sudbury, Ontario, Kanada, aufgewachsene Esmie bildete zusammen mit Glenroy Gilbert, Bruny Surin und Donovan Bailey das erfolgreichste Staffelquartett Mitte der 1990er Jahre. Bei den Weltmeisterschaften 1993 in Stuttgart belegte er mit der 4-mal-100-Meter-Staffel den 3. Platz. Bei den Commonwealth Games 1994 gewann er Gold mit der 4-mal-100-Meter-Staffel.
1995 konnte er bei den Hallenweltmeisterschaften in Barcelona im 60-Meter-Einzelsprint den 3. Platz belegen. Es gewann sein Landsmann und späterer Mitstreiter bei den Olympischen Spielen, Bruny Surin, mit dem er zusammen im selben Jahr bei den Weltmeisterschaften in Göteborg wiederum Gold gewinnen konnte.
Bei den Olympischen Spielen in Atlanta war das kanadische Team nicht favorisiert, obwohl sie die meisten Titel der letzten Jahre gewonnen hatten, denn die Siege waren immer in Abwesenheit der US-Mannschaft errungen worden. Dennoch schlugen die Kanadier das US-Team im Finale des 4-mal-100-Meter-Staffellaufes um fast eine halbe Sekunde und unterstrichen somit den Anspruch, das beste Team in dieser Disziplin auf der Welt zu sein. Dabei war Esmie ursprünglich gar nicht für das Finale eingeplant, er ersetzte Carlton Chambers erst in der Nacht vor dem Rennen.
Esmie und seine Mannschaftskameraden eroberten 2 Jahre später bei den Weltmeisterschaften 1997 in Athen erneut den 1. Platz.